# Питър Суонсън
Питър Суонсън (на английски: Peter Swanson) е американски писател на бестселъри в жанра трилър.

## Биография и творчество
Питър Суонсън е роден на 26 май 1968 г. в Конкорд, Масачузетс, САЩ. Израства в птицеферма. Завършва специалност „критично писане, образование и литература“ в колежа „Тринити“ в Хартфорд, Университета на Масачузетс в Амхърст и „Емерсън Колидж“ в Бостън. След дипломирането си работи в книжарница и учител по специалността.
Първият му трилър „Момичето с часовник вместо сърце“ е публикуван през 2012 г.
Вторият му трилър „От онези, които заслужават да бъдат убити“ от 2015 г. е удостоен с наградата на „Ново английско общество в Ню Йорк“ за 2016 г. и е номиниран за наградата „Йън Флеминг“.
Негови стихове, разкази и рецензии са публикувани в списания като „The Atlantic“, „Asimovs Science Fiction“, „Epoch“, и др.
Произведенията на писателя са преведени на над 30 езика по света.
Питър Суонсън живее със семейството си в Съмървил.

## Произведения

### Самостоятелни романи
- The Girl with a Clock for a Heart (2012)
Момичето с часовник вместо сърце, изд.: „Сиела“, София (2015), прев. Юлия Бучкова-Малеева
- The Kind Worth Killing (2015)
От онези, които заслужават да бъдат убити, изд.: ИК „Бард“, София (2016), прев. Венцислав Божилов
- Her Every Fear (2017)
- All the Beautiful Lies (2018)
- Before She Knew Him (2019)
- Every Vow You Break (2021)
- Nine Lives (2022)

### Серия „Малкълм Кэршоу“ (Malcolm Kershaw)
1. Eight Perfect Murders (2020) – издаден и като „Rules for Perfect Murders“
Осем перфектни убийства, изд.: „Софтпрес“, София (2020), прев. Богдан Русев

### Поезия
- Reincarnation (2010)